# Simon Lugier
Simon Lugier (Coutances, 2 agosto 1989) è un ex calciatore francese di origini guianesi, di ruolo portiere.

## Carriera

### Club
Comincia a giocare al Cherbourg. Nel 2013 si trasferisce all'Avranches. Nel 2015 viene acquistato dal Saint-Malo.

### Nazionale
Convocato per la prima volta nel 2014, ha debuttato in nazionale il 17 giugno 2017, nell'amichevole Guyana francese-Barbados (3-0). Nel 2017 viene inserito nella lista dei convocati per la Gold Cup 2017.